# Choles
Os Choles ou Ch'ol são um povo indígena do México, principalmente nas terras altas do norte de Chiapas, no estado de Chiapas. Como um dos povos maias, sua língua indígena é da família linguística maia, também conhecida como Ch'ol. De acordo com o Censo de 2000, havia 140.806 falantes de Ch'ol em Chiapas, incluindo 40.000 que eram monolíngues.

## História geográfica
As regiões maias podem ser divididas em três áreas ecológicas: a planície do sul, a planície do norte e as terras altas/região da encosta do Pacífico. A zona norte era importante pela produção de sal, calcário e cacau. O calcário foi essencial para a construção das cidades e esculturas maias. As terras altas consistem em áreas vulcânicas cercadas por cadeias de montanhas desde Chiapas até o sul da Guatemala. Os picos das montanhas variam de 1 a 4 km de altura. Além disso, a paisagem é caracterizada por vales com terras férteis e grandes lagos. Essas características tornaram a região atraente para exploradores que mais tarde exploraram os abundantes recursos naturais do local.

## História dos Choles no México
Em 1554, os militares espanhóis invadiram pela primeira vez a selva Lacandon, onde viviam os Choles de Lacandon e outros grupos indígenas. No final da década de 1550, a invasão espanhola forçou os choles e outros grupos maias a se estabelecerem em assentamentos chamados reduções (es: reducciones). Eventualmente, quando as reduções foram divididas, os Chʼol foram enviados para o Norte, para Palenque, Tilá e Tumbalá. As pessoas enviadas para essas regiões eram os ancestrais dos atuais Choles. Os Chʼol foram forçados a trabalhar em encomiendas até que a coroa espanhola lhes deu um documento chamado "cédulas reales" que lhes concedia as terras nas quais trabalharam por gerações.
No século 19, o presidente Benito Juarez estabeleceu um sistema de ejidos agrários com a intenção de mudar o sistema tradicional de produção no México. Para estabelecer o sistema, Juarez tirou terras de tribos indígenas como os Ch'ol. No entanto, os ejidos não forneciam recursos naturais suficientes para sustentar o povo Ch'ol que, como resultado, começaram a se mover para a Selva Lacandona. Hoje há conflito entre os falantes de Ch'ol e Lacandon -Yucatec, pois os Ch'ol continuam a se mudar para a terra que os Lacandones agora reivindicam como sua.

## Comida e cultura
Os Ch'ol praticam o cristianismo. No entanto, muitas tradições maias são incorporadas às práticas religiosas cristãs dos Ch'ols (mais do que em outras regiões do México). Por exemplo, “o culto das cavernas foi legitimado em toda a região e os curandeiros locais alternam entre igrejas e cavernas para ganhar seus poderes e realizar suas funções. O dono da terra, o deus maia das cavernas e Cristo foram reconciliados, e as cerimônias nas cavernas continuaram a ser realizadas desde a conversão da população ao cristianismo."
A alimentação básica do povo Chʼol é milho, frango, peru, feijão, abóbora, banana, verduras e outras frutas. Uma fonte de renda para alguns Chʼol inclui a venda de animais como porcos, vacas e galinhas, bem como frutas; esta renda é usada para comprar sabão, remédios e outros materiais essenciais.

## Educação e bilinguismo
A crescente interação entre falantes de espanhol e falantes de Chʼol criou um desejo por educação superior e mais oportunidades de trabalho. A interação também aumentou a necessidade de aprender espanhol e causou a estigmatização das línguas nativas, incluindo Ch'ol. No entanto, a maioria dos falantes de espanhol na comunidade Chʼol são homens, mulheres mais jovens e crianças. As crianças aprendem a falar espanhol na escola primária; eles são ensinados em Chʼol até a quarta série, quando a instrução começa a ser dada em espanhol. Em algumas aldeias rurais, existem escolas secundárias, mas para o ensino superior a maioria tem de viajar para uma cidade diferente. No entanto, o custo de fazê-lo geralmente proíbe isso. No México, a educação é obrigatória até o ensino médio, mas muitos alunos de Chʼol (especialmente meninas) param de frequentá-la por volta da sexta série devido ao casamento precoce e problemas financeiros.